# Vaterit
Vaterit ali μ-CaCO3 je mineral, polimorf kalcijevega karbonata CaCO3. Vaterit je podobno kot aragonit pri sobni temperaturi na Zemljini površini metastabilen. Zaradi manjše stabilnosti od kalcita in aragonita je bolj topen od njiju. V vodi se zato pri temperaturah pod 60 °C pretvori v kalcit, pri temperaturah nad 60 °C pa v aragonit. Vaterit se zato v naravi pojavlja v mineralnih vrelcih, organskih tkivih ter žolčnih in ledvičnih kamnih. V takšnih okoljih ga lahko nekatere nečistoče (kovinski ioni ali organske snovi) stabilizirajo in preprečijo njegovo pretvorbo v kalcit ali aragonit. Vaterit je običajno brezbarven in okrogle oblike s premerom delcev od 0,05 do 5 μm.
Vaterit lahko nastaja kot prvi mineralni depozit, ki popravlja naravno ali umetno poškodovane lupine nekaterih mehkužcev z aragonitnimi lupinami, na primer  polžev. Drugi mineralni depozit je aragonit.
Vaterit kristalizira v hekasgonalnem kristalnem sistemu, kalcit in aragonit pa v trigonalnem oziroma ortorombskem kristalnem sistemu.
Imenuje se po nemškem profesorju mineralogije in kemije Heinrichu Vaterju (1859-1930).